# Maistro
Pour le footballeur italien, voir Fabio Maistro.
 (mars 2018).
Maistro PLC est une place de marché en ligne donnant aux entreprises un accès à un réseau de fournisseurs de services,.
La société est cotée en bourse (anciennement Blur Group PLC), a été fondée en 2007 et était basée à Exeter Science Park au Royaume-Uni avant de déménager à Pynes Hill à Exeter à la fin de 2017. Maistro a ouvert un bureau à Dallas, au Texas, en 2013.
La société est entrée en bourse sur le London Stock Exchange Alternative Investment Market (AIM) en octobre 2012.

## Historique
Le fondateur du groupe construit une plateforme de transaction b2b, b-uncut.net, en 2007 qui est d'abord concentrée sur les médias et les industries de la création.
Laurence Cook devient PDG de Blur Groupe en 2017 et l'année suivante Blur Group PLC change de nom pour devenir Maistro PLC.

## Services
Les organisations à la recherche de méthodes modernes de sourcing et de livraison de services aux entreprises peuvent utiliser Maistro. Le logiciel permet de sourcer et gérer ses fournisseurs.

## Clients
Les clients comprennent Danone, GE Healthcare, Berlitz, Solvay S. A., Coral, et PaddyPower.